# I is for Insignificant
I is for Insignificant is het derde studioalbum van de Canadese punkband d.b.s. Het album werd uitgegeven door het label Sudden Death Records in 1998 en is het enige album dat de band via dit label heeft laten uitgeven. Het is tevens het laatste album waar basgitarist Dhani Borges aan heeft meegewerkt. Hij werd later vervangen door Ryan Angus.
Op 27 februari 2014 werd het album heruitgegeven door de band zelf via Bandcamp.

## Nummers
1. "Sunday" - 3:06
2. "Viva la Kids" - 2:12
3. "Pet" - 2:32
4. "Jen and Jarid" - 2:24
5. "So Poppy It'll Make You Puke (Part One)" - 2:56
6. "Bloodshot" - 2:27
7. "David O. is a Nazi" - 2:51
8. "Video Store" - 2:58
9. "Dream" - 1:30
10. "Expectations Are for the Old" - 2:07
11. "So Poppy It'll Make You Puke (Part Two)" - 1:56
12. "Homophobia is a Crime and You're a Criminal" - 1:45
13. "Five Billion" - 4:10

## Band
- Andy Dixon - gitaar, achtergrondzang
- Jesse Gander - zang
- Paul Patko - drums, achtergrondzang
- Dhani Borges - basgitaar